# Snov, ki pospešuje gorenje
Snovi, ki pospešujejo gorenje so snovi, ki ob stiku z ognjem pospešijo gorenje oz. širjenje ognja.

## Lastnosti
Delno izgledajo kot neškodljive; srečujemo jih tudi v domačem gospodinjstvu.
- močno reagirajo z gorljivimi snovmi in jih lahko vnamejo
- lahko povečajo ogenj
- lahko otežijo gašenje
- povišajo temperaturo plamena in zaradi tega povečajo tudi škodo nastalo med požarom
- obstaja nevarnost eksplozije pri notranjem pomešanju z gorljivimi snovmi
- če je ena ali sta obe komponenti tekoči, grozi nevarnost, da zaradi obrizganja pride do težjih jedkanj ali gorenja.

### Agregatna stanja
Te snovi so trdne, tekoče ali plinaste. 

## Varovalni in zaščitni ukrepi
- pri delu nosi varovalna očala ali obrazni ščitnik
- uporabljaj zaščitna obuvala in varovalna oblačila
- varuj kožo s sredstvi, ki varujejo kožo
- zapomni si, da so lahko snovi, ki pospešujejo gorenje tudi zdravju škodljiva in lahko so tudi jedka
- pred jedjo in kajenjem očisti roke

## Preventiva
- zbiraj podatke o uporabljenih snoveh
- snovi, ki pospešujejo gorenje, ne smemo skladiščiti skupaj z gorljivimi snovmi
- prah gori, zato je potrebna čista delovna površina
- ne koncentriraj snovi, ki lahko povzročijo-pospešujejo gorenje v kanalih ali v kislinskih odtokih
- delovni prostori morajo biti označeni na predpisani način
- kaditi, jesti in piti, je na delovnem mestu prepovedano
- poti za umik in zasilni izhod morajo biti trajno prosti
- pripravljeni morajo biti ročni gasilni aparati in gasilni prti